# Helius perlongatus
Helius perlongatus là một loài ruồi trong họ Limoniidae. Chúng phân bố ở miền Australasia.